# Arden Challenge
L'Arden Challenge est une course cycliste belge disputée au mois d’avril dans la province de Luxembourg, en Région wallonne. Créée en 1989, elle est organisée sur plusieurs épreuves par le club belge Vérandas Willems-Crabbé Toitures-CC Chevigny. 
En 2008 et 2010, la course se nommait Tour de la province de Luxembourg. Pour l'édition 2019, la course compte 175 participants.

## Palmarès
| Année                             | Vainqueur                | Deuxième            | Troisième             |
| --------------------------------- | ------------------------ | ------------------- | --------------------- |
| 1989                              | Wim Sels                 |                     |                       |
| 1990                              | Tom De Jong              |                     |                       |
| 1991                              | Kurt Decuyper            |                     |                       |
| 1992                              | Karl Pauwels             |                     |                       |
| 1993                              | Gino Primo               |                     |                       |
| 1994                              | Sébastien Demarbaix      |                     |                       |
| 1995                              | Nico Ruyloft             |                     |                       |
| 1996                              | Erwin Bollen             |                     |                       |
| 1997                              | Siddharta Camil          |                     |                       |
| 1998                              | Casper van der Meer (nl) | Steven Van Aken     | Oliver Penney         |
| 1999                              | Pim Goos                 | Tino Haakman        | Tom Flammang          |
| 2000                              | Didier Deceuninck        | Jan Erik Østergaard | Sébastien Mattozza    |
| 2001                              | Davy Commeyne            | Eddy Torrekens      | David Plas            |
| 2002                              | Jef Peeters (de)         | Frederik Veuchelen  | Steve Fogen           |
| 2003                              | David Boucher            | Danny Van Capellen  | Kristof Vercouillie   |
| 2004                              | Raphaël Bastin           | Hamish Haynes       | Bart Dirkx            |
| 2005                              | Klaas De Gruyter (nl)    | Bart Dirkx          | Frederik Herpol       |
| 2006                              | Thomas Rabou             | Morten Knudsen      | Klaas De Gruyter (nl) |
| 2007                              | Lucas Persson            | Daniel Verelst      | Manuel Reuter         |
| Tour de la province de Luxembourg |                          |                     |                       |
| 2008                              | Niels Albert             | Jef Peeters (de)    | Sander Armée          |
| 2009                              | pas de course            | pas de course       | pas de course         |
| 2010                              | Sébastien Carabin        | Wouter Dewilde      | Bob Michels           |
| Arden Challenge                   |                          |                     |                       |
| 2011                              | Wouter Dewilde           | Keir Plaice         | Michaël Savo          |
| 2012                              | Bjorn De Decker          | Kess Heytens        | Derk Abel Beckeringh  |
| 2013                              | Simon Yates              | Cédric Raymackers   | Jean-Albert Carnevali |
| 2014                              | Jeffrey Perrin           | Lars van de Vall    | Daniel Eaton          |
| 2015                              | Niels Vandyck            | Bob Wubben          | Alberto Marengo       |
| 2016                              | Kevin De Jonghe          | Bram Van Broekhoven | Nick Van Hoof         |
| 2017                              | Piotr Havik              | Arno Kleinjan       | Lennert Teugels       |
| 2018                              | Gert-Jan Bosman          | Kristof Houben      | Joury Ottenbros       |
| 2019                              | Timo de Jong             | Jelle Johannink     | Jasper Ockeloen       |
| 2020                              | Tom Paquot               | Maxim Van Gils      | Luca Van Boven        |
| 2021                              | Sander De Vet            | Siebe Deweirdt      | Lars Craps            |
| 2022                              | Martin Tjøtta            | Jelle Johannink     | Ronan Van den Put     |
| 2023                              | Niek Hoornsman           | Marcus Korsnes      | Arne Baers            |
| 2024                              | Arno Wallenborn          | Tomas De Neve       | Kristoffer Skjerping  |
| 2025                              | Sebastian Veslum         | Olav Hjemsæter      | Morthen Wang Baksaas  |